# Heteropsyllus major
Heteropsyllus major är en kräftdjursart som först beskrevs av Sars 1920.  Heteropsyllus major ingår i släktet Heteropsyllus och familjen Canthocamptidae. Arten är reproducerande i Sverige. Inga underarter finns listade i Catalogue of Life.